# Megalurulus grosvenori
Megalurulus grosvenori е вид птица от семейство Locustellidae. Видът е световно застрашен, със статут Уязвим.

## Разпространение
Видът е разпространен в Папуа Нова Гвинея.